# Макроклімат
Макроклімат (від грец.makros — великий та klima — нахил) — клімат великих географічних територій та акваторій, яким притаманні цілісність та однорідність ознак, умов циркуляції атмосфери (природних зон чи регіонів, материків, океанів, планети).
При визначені макрокліматів враховуються широтні зони — тропічна, субтропічна, помірна, субполярна і полярна; баричичні поля і зони переважних вітрів. Макроклімат є узагальненою характеристикою, оскільки не існує двох місць з ідентичним кліматом. 

## Макрокліматичні зони
- Субполярний клімат
- Субарктичний клімат
- Аридний клімат низьких широт
- Семіарідний клімат низьких широт
- Вологий континентальний клімат з коротким літом
- Вологий континентальний клімат з довгим літом
- Семіарідний клімат помірних широт
- Аридний клімат помірних широт
- Субтропічний клімат з сухим літом
- Вологий субтропічний клімат
- Змінно-вологий тропічний клімат
- Вологий тропічний клімат
- Клімат льодовикових покривів
- Морський клімат помірних широт
- Клімати високогір'я